# Coppa Placci 1950
La Coppa Placci 1950, decima edizione della corsa, si svolse il 19 agosto 1950 su un percorso di 248 km. La vittoria fu appannaggio dell'italiano Giacomo Zampieri, che completò il percorso in 7h10'54", precedendo i connazionali Leo Castellucci e Andrea Carrea.

## Ordine d'arrivo (Top 10)
| Pos. | Corridore        | Squadra            | Tempo    |
| ---- | ---------------- | ------------------ | -------- |
| 1    | Giacomo Zampieri | Bottecchia-Pirelli | 7h10'54" |
| 2    | Leo Castellucci  | Arbos              | s.t.     |
| 3    | Andrea Carrea    | Bianchi-Ursus      | a 6"     |
| 4    | Fausto Marini    | Guerra             | a 3'32"  |
| 5    | Enzo Nannini     | Arbos              | s.t.     |
| 6    | Renzo Soldani    | Legnano-Pirelli    | s.t.     |
| 7    | Mario Baroni     | Bartali-Gardiol    | s.t.     |
| 8    | Egidio Marangoni | Fiorelli           | s.t.     |
| 9    | Fiorenzo Crippa  | Bianchi-Ursus      | s.t.     |
| 10   | Giancarlo Astrua | Taurea-Pirelli     | s.t.     |